# Pla de Rovirós
El Pla de Rovirós és una plana al terme municipal de Begues (Baix Llobregat).